# Nuuk Centrum
Nuuk Centrum, Nuuk – południowa dzielnica Nuuk, stolicy Grenlandii. Znajduje się tutaj większość instytucji stolicy, m.in. Bank Grenlandii, radio i telewizja KNR, jak również Nuuk Stadion, centrum kultury Katuaq oraz centrum handlowe Nuuk Center.